# Ruardean Woodside
Ruardean Woodside – wieś w Anglii, w hrabstwie Gloucestershire, w dystrykcie Forest of Dean. Leży 21 km na zachód od miasta Gloucester i 171 km na zachód od Londynu.